# Michael Chernus
Michael Louis Chernus (sinh ngày 8/81977) là nam diễn viên người Mỹ. Anh có lẽ nổi tiếng với vai diễn Cal Chapman trong bộ phim hài kịch gốc Netflix Orange Is the New Black (2013-nay). Anh từng thủ vai Phineas Mason/Tinkerer trong Spider-Man: Homecoming.

## Thời thơ ấu
Chernus sinh ra ở Rocky River, Ohio. Anh tốt nghiệp Khoa Kịch nghệ của trường Juilliard. Là một diễn viên sân khấu xuất sắc, Michael đã giành được giải thưởng Obie 2011 và nhận được đề cử giải Lucille Lortel vai diễn của anh trong vở kịch Wake in The Public Theatre của Lisa Kron ở thành phố New York.